# Milorad Pavić
Milorad Pavić (serbio cirílico: Милорад Павић; pronunciado /'mîlɔ̝raːd 'pǎːv̞it͡ɕ/) (Belgrado, 15 de octubre de 1929 - Belgrado, 30 de noviembre de 2009) fue un escritor serbio, experto en literatura serbia del siglo XVII al XIX, traductor de Pushkin y Lord Byron al serbio y profesor en las Universidades de Novi Sad y Belgrado, entre otras. Se inició con una obra poética, Palimpsesti, de 1967, aunque su obra más destacada internacionalmente es Diccionario jázaro, considerada un exponente de la narrativa hipertextual. Esta obra, así como El último amor en Constantinopla, tiene la particularidad de estar escrita en dos versiones, una masculina y otra femenina.
Fue propuesto para el Premio Nobel de Literatura por expertos de Europa, Estados Unidos y Brasil. Fue miembro de la Academia de las Artes y de las Ciencias de Serbia  desde 1991. Se encuentra enterrado en el Paseo de los Ciudadanos Distinguidos del cementerio de Novo groblje en Belgrado.

## Obra
En español se han editado seis novelas y dos libros de relatos de Pavić:
- Diccionario jázaro. Anagrama, 1989
- Paisaje pintado con té. Anagrama, 1991
- La cara interna del viento, Espasa Calpe, 1993
- El último amor en Constantinopla, Akal, 2000
- Siete pecados capitales, Sexto Piso, 2003
- Pieza única, Sexto Piso, 2007
- Segundo cuerpo, Sexto Piso, 2011
- Los espejos venenosos, Sexto Piso, 2022